# Лагети (Болцано)
Лагети је насеље у Италији у округу Болцано, региону Трентино-Јужни Тирол.
Према процени из 2011. у насељу је живело 1124 становника. Насеље се налази на надморској висини од 215 м.